# Партия национальной мобилизации
Партия национальной мобилизации (ПМН) — политическая партия Бразилии. Оригинальное название порт. Partido da Mobilização Nacional, сокращённо — PMN.
Партия образовалась в 1990 году.
Партия занимает национально-центристскую позицию (по другим оценкам — левую), ратует за аграрную реформу, а также прекращение выплат по внешнему долгу и сотрудничества с МВФ. В 2002 году ей удалось получить одно место в парламенте из 513 мест, но в 2005 — ни одного. Входила в коалицию, поддерживавшую президента Лула да Силву с 2002 по 2010 год.